# Savigny-le-Vieux
Savigny-le-Vieux é uma comuna francesa na região administrativa da Normandia, no departamento Mancha. Estende-se por uma área de 17 km². Em 2010 a comuna tinha 445 habitantes (densidade: 26,2 hab./km²).